# Women’s Premier League 2023
Die Women’s Premier League 2023 war die erste Ausgabe der Women’s Premier League, der indische Twenty20-Cricket-Liga für Franchises für Frauen. Die Saison fand zwischen dem 4. und dem 26. März 2022 statt. Im Finale setzte sich Mumbai Indians gegen Delhi Capitals mit 7 Wickets durch.

## Franchises
Seit der Gründung der Liga nehmen die folgenden fünf Franchises an dem Turnier teil.
| Franchise                   | Stadt     |
| --------------------------- | --------- |
| Royal Challengers Bangalore | Bangalore |
| Delhi Capitals              | Delhi     |
| Mumbai Indians              | Mumbai    |
| Gujarat Giants              | Ahmedabad |
| UP Warriorz                 | Lucknow   |

## Austragungsorte
| Stadion           | Stadt       | Kapazität | Spiele                         |
| ----------------- | ----------- | --------- | ------------------------------ |
| Brabourne Stadium | Mumbai      | 25.000    | 10 Vorrundenspiele; Finale     |
| DY Patil Stadium  | Navi Mumbai | 55.000    | 10 Vorrundenspiele; Halbfinale |

## Kaderlisten
Die Spielerauktion fand am 13. Februar 2023 statt. Die Teams benannten die folgenden Kader.
| WTwenty20 | WTwenty20 | WTwenty20 | WTwenty20 | WTwenty20 |
| Delhi Capitals | Gujarat Giants | Mumbai Indians | Royal Challengers Bangalore | UP Warriorz |
| --- | --- | --- | --- | --- |
| - Meg Lanning (K) - Jemimah Rodrigues (VK) - Shafali Verma - Radha Yadav - Shikha Pandey - Marizanne Kapp - Titas Sadhu - Alice Capsey - Tara Norris - Laura Harris - Jasia Akhtar - Minnu Mani - Taniya Bhatia (wk) - Jess Jonassen - Sneha Deepthi - Poonam Yadav - Aparna Mondal - Arundhati Reddy | - Beth Mooney (K, wk) - Sneh Rana (K) - Ashleigh Gardner - Sophia Dunkley - Annabel Sutherland - Harleen Deol - Deandra Dottin - Sabbhineni Meghana - Georgia Wareham - Mansi Joshi - Dayalan Hemalatha - Tanuja Kanwar - Monica Patel - Sushma Verma - Hurley Gala - Ashwani Kumari - Parunika Sisodia - Shabnam Shakil | - Harmanpreet Kaur (K) - Natalie Sciver-Brunt - Amelia Kerr - Pooja Vastrakar - Yastika Bhatia - Heather Graham - Issy Wong - Amanjot Kaur - Dhara Gujjar - Saika Ishaque - Hayley Matthews - Chloe Tryon - Humaira Kazi - Priyanka Bala - Sonam Yadav - Jintamani Kalita - Neelam Bisht | - Smriti Mandhana (K) - Sophie Devine - Ellyse Perry - Renuka Singh - Richa Ghosh (wk) - Erin Burns - Disha Kasat - Indrani Roy - Shreyanka Patil - Kanika Ahuja - Asha Shobana - Heather Knight - Dane van Niekerk - Preeti Bose - Poonam Khemnar - Komal Zanzad - Megan Schutt - Sahana Pawar | - Alyssa Healy (K, wk) - Deepti Sharma (VK) - Sophie Ecclestone - Tahlia McGrath - Shabnim Ismail - Anjali Sarvani - Rajeshwari Gayakwad - Parshavi Chopra - Shweta Sehrawat - S. Yashasri - Kiran Navgire - Grace Harris - Devika Vaidya - Lauren Bell - Laxmi Yadav - Simran Shaikh |

## Format
Die fünf Franchises spielen in einer Gruppe gegen jedes andere Team jeweils zwei Mal. Die drei Erstplatzierten der Gruppe qualifizieren sich für die Playoffs die im K.-o.-System ausgetragen wurden. Dabei spielt das drittplatzierte Team der Gruppe gegen das zweitplatzierte das Halbfinale, während der Gruppensieger für das Finale gesetzt ist.

## Gruppenphase
Tabelle
| Teams                       | Sp. | S | N | NR | P  | NRR    |
| --------------------------- | --- | - | - | -- | -- | ------ |
| Delhi Capitals              | 8   | 6 | 2 | 0  | 12 | +1.856 |
| Mumbai Indians              | 8   | 6 | 2 | 0  | 12 | +1.711 |
| UP Warriorz                 | 8   | 4 | 4 | 0  | 8  | –0.200 |
| Royal Challengers Bangalore | 8   | 2 | 6 | 0  | 4  | –1.137 |
| Gujarat Giants              | 8   | 2 | 6 | 0  | 4  | –2.200 |

Spiele
| 4. März Scorecard | Navi Mumbai | Mumbai Indians 207-5 (20)           | – | Gujarat Giants 64 (15.1) |
|                   |             | Mumbai Indians gewinnt mit 143 Runs |   |                          |

| 5. März Scorecard | Mumbai | Delhi Capitals 223-2 (20)          | – | Royal Challengers Bangalore 163-8 (20) |
|                   |        | Delhi Capitals gewinnt mit 60 Runs |   |                                        |

| 5. März Scorecard | Navi Mumbai | Gujarat Giants 169-6 (20)         | – | UP Warriorz 175-7 (19.5) |
|                   |             | UP Warriorz gewinnt mit 3 Wickets |   |                          |

| 6. März Scorecard | Mumbai | Royal Challengers Bangalore 155 (18.4) | – | Mumbai Indians 159-1 (14.2) |
|                   |        | Mumbai Indians gewinnt mit 9 Wickets   |   |                             |

| 7. März Scorecard | Navi Mumbai | Delhi Capitals 211-4 (20)          | – | UP Warriorz 169-5 (20) |
|                   |             | Delhi Capitals gewinnt mit 42 Runs |   |                        |

| 8. März Scorecard | Mumbai | Gujarat Giants 201-7 (20)          | – | Royal Challengers Bangalore 190-6 (20) |
|                   |        | Gujarat Giants gewinnt mit 11 Runs |   |                                        |

| 9. März Scorecard | Navi Mumbai | Delhi Capitals 105 (18)              | – | Mumbai Indians 109-2 (15) |
|                   |             | Mumbai Indians gewinnt mit 8 Wickets |   |                           |

| 10. März Scorecard | Mumbai | Royal Challengers Bangalore 138 (19.3) | – | UP Warriorz 139-0 (13) |
|                    |        | UP Warriorz gewinnt mit 10 Wickets     |   |                        |

| 11. März Scorecard | Navi Mumbai | Gujarat Giants 105-9 (20)             | – | Delhi Capitals 107-0 (7.1) |
|                    |             | Delhi Capitals gewinnt mit 10 Wickets |   |                            |

| 12. März Scorecard | Mumbai | UP Warriorz 159-6 (20)               | – | Mumbai Indians 164-2 (17.3) |
|                    |        | Mumbai Indians gewinnt mit 8 Wickets |   |                             |

| 13. März Scorecard | Navi Mumbai | Royal Challengers Bangalore 150-4 (20) | – | Delhi Capitals 154-4 (19.4) |
|                    |             | Delhi Capitals gewinnt mit 6 Wickets   |   |                             |

| 14. März Scorecard | Mumbai | Mumbai Indians 162-8 (20)          | – | Gujarat Giants 107-9 (20) |
|                    |        | Mumbai Indians gewinnt mit 55 Runs |   |                           |

| 15. März Scorecard | Navi Mumbai | UP Warriorz 135 (19.3)                            | – | Royal Challengers Bangalore 136-5 (18) |
|                    |             | Royal Challengers Bangalore gewinnt mit 5 Wickets |   |                                        |

| 16. März Scorecard | Mumbai | Gujarat Giants 147-4 (20)          | – | Delhi Capitals 136 (18.4) |
|                    |        | Gujarat Giants gewinnt mit 11 Runs |   |                           |

| 18. März Scorecard | Navi Mumbai | Mumbai Indians 127 (20)           | – | UP Warriorz 129-5 (19.3) |
|                    |             | UP Warriorz gewinnt mit 5 Wickets |   |                          |

| 18. März Scorecard | Mumbai | Gujarat Giants 188-4 (20)                         | – | Royal Challengers Bangalore 189-2 (15.3) |
|                    |        | Royal Challengers Bangalore gewinnt mit 8 Wickets |   |                                          |

| 20. März Scorecard | Mumbai | Gujarat Giants 178-6 (20)         | – | UP Warriorz 181-7 (19.5) |
|                    |        | UP Warriorz gewinnt mit 3 Wickets |   |                          |

| 20. März Scorecard | Navi Mumbai | Mumbai Indians 109-8 (20)            | – | Delhi Capitals 110-1 (9) |
|                    |             | Delhi Capitals gewinnt mit 9 Wickets |   |                          |

| 21. März Scorecard | Navi Mumbai | Royal Challengers Bangalore 125-9 (20) | – | Mumbai Indians 129-6 (16.3) |
|                    |             | Mumbai Indians gewinnt mit 4 Wickets   |   |                             |

| 21. März Scorecard | Mumbai | UP Warriorz 138-6 (20)               | – | Delhi Capitals 142-5 (17.5) |
|                    |        | Delhi Capitals gewinnt mit 5 Wickets |   |                             |

## Playoffs

### Halbfinale
| 24. März Scorecard | Navi Mumbai | Mumbai Indians 182-4 (20)          | – | UP Warriorz 110 (17.4) |
|                    |             | Mumbai Indians gewinnt mit 72 Runs |   |                        |

UP Warriorz gewann den Münzwurf und entschied sich als Feldmannschaft zu beginnen. Als Spielerin des Spiels wurde Natalie Sciver-Brunt ausgezeichnet.

### Finale
| 26. März Scorecard | Mumbai | Delhi Capitals 131-9 (20)            | – | Mumbai Indians 134-5 (19.3) |
|                    |        | Mumbai Indians gewinnt mit 7 Wickets |   |                             |

Delhi Capitals gewann den Münzwurf und entschied sich als Schlagmannschaft zu beginnen. Als Spielerin des Spiels wurde Natalie Sciver-Brunt ausgezeichnet.

## Statistiken
Die folgenden Cricketstatistiken wurden bei dem Turnier erzielt.
| WTwenty20            | WTwenty20      | WTwenty20 | WTwenty20 | WTwenty20 | WTwenty20 | WTwenty20 | WTwenty20 | WTwenty20 |
| Batting              | Batting        | Batting   | Batting   | Batting   | Batting   | Batting   | Batting   | Batting   |
| Spieler              | Mannschaft     | Spiele    | Innings   | Runs      | Average   | HS        | 100s      | 50s       |
| -------------------- | -------------- | --------- | --------- | --------- | --------- | --------- | --------- | --------- |
| Meg Lanning          | Delhi Capitals | 9         | 9         | 345       | 49,28     | 72        | 0         | 2         |
| Natalie Sciver-Brunt | Mumbai Indians | 10        | 10        | 332       | 66,40     | 72*       | 0         | 3         |
| Tahlia McGrath       | UP Warriorz    | 9         | 8         | 302       | 50,33     | 90*       | 0         | 4         |
| Harmanpreet Kaur     | Mumbai Indians | 10        | 9         | 281       | 40,14     | 65        | 0         | 3         |
| Hayley Matthews      | Mumbai Indians | 10        | 10        | 271       | 30,11     | 77*       | 0         | 1         |
| Bowling              |                |           |           |           |           |           |           |           |
| Spieler              | Mannschaft     | Spiele    | Overs     | Wickets   | Average   | BBI       | 5W        | 10W       |
| Hayley Matthews      | Mumbai Indians | 10        | 10        | 16        | 12,62     | 3/5       | 0         | 0         |
| Sophie Ecclestone    | UP Warriorz    | 9         | 9         | 16        | 14,68     | 4/13      | 0         | 0         |
| Issy Wong            | Mumbai Indians | 10        | 10        | 15        | 14,00     | 4/15      | 0         | 0         |
| Amelia Kerr          | Mumbai Indians | 10        | 10        | 15        | 14,06     | 3/22      | 0         | 0         |
| Saika Ishaque        | Mumbai Indians | 10        | 10        | 15        | 16,26     | 4/11      | 0         | 0         |